# 十六夜之月、金絲雀之戀。
十六夜之月、金絲雀之戀。是日本聲優田村由香里的第6張專輯。2008年2月27日由KING RECORDS發行，商品編號為KICS-91358（初回限定版）和KICS-1358（普通版）。

## 概要
- 這是田村自2007年4月加入KING RECORDS後的首張專輯。
- 第1、9和15音軌為器樂樂曲。
- 除了和「Beautiful Amulet」是單曲的歌曲外，其餘都是新曲。
- 初回限定版使用特製的唱片封套，並附贈收錄歌曲的音樂錄影帶的DVD。
- 同年3月28日舉行的演唱會「 Love♥Live 2008＊Chelsea Girl＊」以本專輯曲目為主題。

## 收錄歌曲
1. Overture〜Secret new moon〜
  - 作曲、編曲：太田雅友
2. Swing Heart
  - 作詞：；作曲、編曲：太田雅友
3. - 作詞：；作曲：大久保薰；編曲：川端良征
4. Non-Stopping Train
  - 作詞、作曲：marhy；編曲：川端良征、Dux
5. - 作詞：椎名可憐；作曲、編曲：太田雅友
  - 動畫「魔法少女奈葉StrikerS」前期片尾曲
6. Sand Mark
  - 作詞：渡邊美佳；作曲、編曲：鈴木Daichi秀行
7. - 作詞：渡邊美佳；作曲、編曲：市川淳
8. Beautiful Amulet
  - 作詞：椎名可憐；作曲、編曲：太田雅友
  - 動畫「魔法少女奈葉StrikerS」後期片尾曲
9. Interlude〜moonlight flower〜
  - 作曲、編曲：太田雅友
10. - 作詞：；作曲、編曲：Dux
11. - 作詞：；作曲、編曲：太田雅友
  - 日本電視台節目2月份片尾曲
  - 2008年3月28日舉行的演唱會「 Love♥Live 2008＊Chelsea Girl＊」的主題曲
  - 田村由香里主持的電台節目開首曲（2008年2月－）
  - 田村由香里主持的網上電台節目開首曲（2008年2月－）
12. - 作詞：渡邊美佳；作曲、編曲：太田雅友
13. - 作詞、作曲：marhy；編曲：Dux
  - 田村由香里主持的電台節目結尾曲（2008年2月－）
14. Happy Life
  - 作詞、作曲：磯崎健史；編曲：鈴木Daichi秀行
15. Finale〜Sweet full moon〜
  - 作曲、編曲：太田雅友